# 夏淑琴
夏淑琴（1929年5月5日—），南京人，南京大屠杀幸存者。

## 生平
1929年出生在中華民國南京，一家九口人居住在南京城南新街口5号。日军攻陷南京后展开疯狂屠杀，全家除了夏淑琴和妹妹夏淑芸外，其他七人全部遇害。姐妹俩靠家里仅剩的炒米、锅巴活了下来，14天后才被收养。后被国际红十字会南京委员会主席以及南京安全区国际委员会委员的美国牧师约翰·马吉用相机记录下来。
1994年夏淑琴作为二战后第一位到达日本的南京大屠杀幸存者，多次参加日本民间组织的和平集会，诉说日军战争罪行。
2014年12月13日首个南京大屠杀死难者国家公祭日，作为南京大屠杀幸存者代表受邀出席，被中共中央总书记习近平搀扶着为国家公祭鼎揭幕。

## 家庭
- 夏庭恩：父亲，跪求日军不要滥杀无辜，被日军一枪打死。
- 夏聂氏：母亲，被日军轮奸后用刺刀杀死。
- 夏淑芳：大姐，被日军轮奸后用刺刀杀死。
- 夏淑兰：二姐，被日军轮奸后用刺刀杀死。
- 聂佐成：外祖父，为了保护大姐二姐被日军一枪打死。
- 聂周氏：外祖母，为了保护大姐二姐被日军用枪打死。
- 夏淑芸：大妹妹，藏在被子裡沒有被日軍發現，與姐姐一起幸存。
- 夏淑芬：小妹妹，被日军摔死。

1954年，与张鸿章结婚，育有三个孩子。